# Galaschki
Galaschki (russisch Галашки, inguschisch Галашке Galaschke) ist ein Dorf im Rajon Sunschenski in der Republik Inguschetien (Russland) nahe der Grenze zu Tschetschenien mit 6662 Einwohnern (2010).

## Geschichte
Eine Explosion in Galaschki im September 2012, bei der zwei Menschen starben, löste Grenzkonflikte mit Tschetschenien aus. Inguschetiens Präsident Junus-Bek Jewkurow bezeichnete die getöteten als „Banditen“ während Tschetscheniens Präsident Ramsan Achmatowitsch Kadyrow von einer erfolgreichen Anti-Terror-Operation seiner Armee sprach und damit drohte den Grenzverlauf anzuzweifeln falls der Kampf gegen Extremisten auf inguschetischer Seite nicht intensiviert werde. Außerdem erneuerte er die Gebietsansprüche Tschetscheniens auf die Bezirke Sunschenski und Malgobek.